# Concierto para piano (Beach)
El Concierto para piano en do sostenido menor, op. 45, es una composición para piano solo y orquesta en cuatro movimientos, de la compositora estadounidense Amy Beach. La obra fue compuesta entre septiembre de 1898 y septiembre de 1899. Se interpretó por primera vez en Boston el 7 de abril de 1900, con la compositora como solista, la Orquesta Sinfónica de Boston y bajo la dirección de Wilhelm Gericke. La composición está dedicada a la pianista Teresa Carreño y fue el primer concierto para piano escrito por una compositora estadounidense.

## Composición

### Estructura
El concierto tiene una duración aproximada de 37 minutos y está organizado en cuatro movimientos:
- I. Allegro moderato
- II. Scherzo: Vivace (Perpetuum mobile)
- III. Largo
- IV. Allegro con scioltezza

El primer movimiento "Allegro moderato" está compuesto en forma de sonata y es el más largo de los cuatro. El "Scherzo" está basado en la canción de Beach «Empress of Night, op. 2, no. 3, originalmente ambientado en un poema de su esposo, Henry Beach, y dedicado a su madre Clara Cheney, de soltera Marcy. Asimismo, el sombrío tercer movimiento, "Largo", está basado en la canción de Beach «Twilight», op. 2, n ° 1, y está dedicada a su esposo, cuya poesía sirvió nuevamente como texto original. El cuarto movimiento, "Allegro con scioltezza", recuerda el tema del tercer movimiento al tiempo que marca el comienzo de un final exuberante.

### Instrumentación
La obra está compuesta para piano solo y una orquesta compuesta por dos flautas (flautín duplicado), dos oboes, dos clarinetes (clarinete bajo duplicado), dos fagotes, cuatro trompas, dos trompetas, tres trombones, tuba, timbales y cuerdas.

## Recepción
En el estreno de 1900, el crítico Philip Hale escribió que fue "una decepción en casi todos los sentidos", a pesar de las expectativas generadas por la Sinfonía gaélica. La dedicada, Teresa Carreño, escribió una carta amistosa a Beach pero debido a las objeciones de su representante, no interpretó el concierto. Beach tuvo que convertirse en su propia apóstol de la pieza y entre 1913 y 1917 la interpretó como solista con nueve orquestas diferentes, incluidos algunos éxitos notables en Alemania.

El Concierto para piano ha sido elogiado por los críticos modernos como una obra maestra pasada por alto. Phil Greenfield de The Baltimore Sun la llamó "un trabajo colorido y elegante que podría volverse extremadamente popular si suficientes personas tienen la oportunidad de escucharlo". Joshua Kosman del San Francisco Chronicle también elogió la composición, escribiendo:
Sus cuatro movimientos están llenos de incidentes: melodías bellamente formadas (varias de ellas extraídas de sus canciones), un perfil rítmico directo y una interacción vivaz y, a veces, contenciosa entre solista y orquesta. La parte de piano es tan llamativa y exigente como lo requiere un vehículo virtuoso, pero también hay un elemento de intensidad en ella: una sensación de restricción que parece ensombrecer incluso los pasajes más extrovertidos de la obra.
Andrew Achenbach de Gramophone lo declaró de manera similar, señalando que el concierto es "ambicioso" y "singularmente impresionante":
Un Allegro moderato expansivamente retórico lanza la obra ante un juguetón perpetuum mobile scherzo y un melancólico Largo (descrito por su creadora como un 'lamento oscuro y trágico'); el final (que sigue sin descanso) va con un delicioso swing. De hecho, es un logro gratificante en general, lleno de una escritura solista brillantemente idiomática (Beach era una pianista virtuosa e interpretó la obra muchas veces) y prestó más intriga autobiográfica por su asimilación de material temático de tres canciones tempranas.